# پولی بریج
پولی بریج (به انگلیسی: Pooley Bridge) یک روستا در بریتانیا است که در Barton, Cumbria واقع شده‌است.